# Pouilloux
Pouilloux ist eine französische Gemeinde mit 955 Einwohnern (Stand: 1. Januar 2022) im Département Saône-et-Loire in der Region Bourgogne-Franche-Comté. Sie gehört zum Arrondissement Autun, zum Kanton Charolles (bis 2015: Kanton La Guiche) und zum Kommunalverband Communauté urbaine Le Creusot Montceau-les-Mines.

## Geografie
Pouilloux liegt etwa 42 Kilometer westsüdwestlich von Chalon-sur-Saône. Umgeben wird Pouilloux von den Nachbargemeinden Saint-Vallier im Norden, Saint-Romain-sous-Gourdon im Osten, Le Rousset-Marizy im Süden und Südosten, Martigny-le-Comte im Süden sowie Ciry-le-Noble im Westen.
Im Gemeindegebiet liegt der Flugplatz Montceau-les-Mines-Pouilloux.

## Bevölkerungsentwicklung
| Jahr                      | 1962 | 1968 | 1975 | 1982 | 1990 | 1999 | 2006 | 2013 | 2019 |
| Einwohner                 | 727  | 706  | 657  | 734  | 816  | 805  | 943  | 1005 | 974  |
| Quelle: Cassini und INSEE |      |      |      |      |      |      |      |      |      |

## Sehenswürdigkeiten

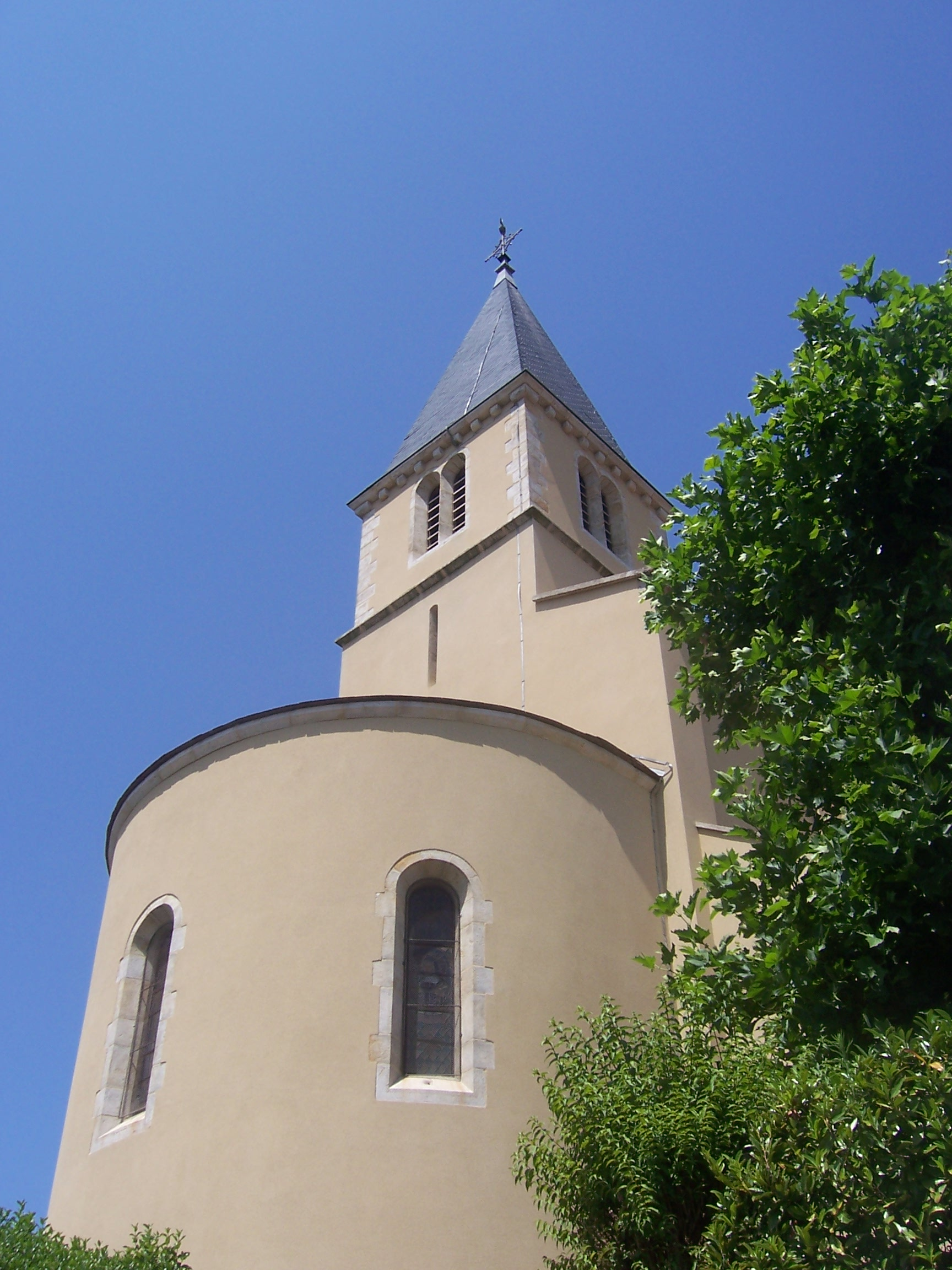
Kirche Sainte-Madeleine

- Kirche Sainte-Madeleine